# リキュール

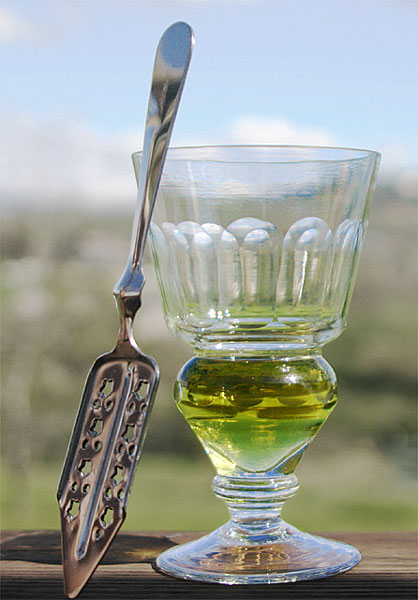
リキュールの1種、アブサン

リキュール（仏: liqueur、英: liqueur）とは、蒸留酒（スピリッツ）に果実やハーブなどの副材料を加えて香味を移し、砂糖やシロップ、着色料などを添加して調製した混成酒である。
素で飲むこともあるが、多くはソーダ割りやカクテルの材料、菓子の風味付けなどに使う。

## 歴史
原初のリキュールが誕生したのは紀元前の古代ギリシャである。医師ヒポクラテスが、ワインに薬草を溶かし込んだ薬酒を作ったのがその起源とされている。これは、当時人々が、酸味が強く飲みづらかったワインに蜂蜜などを混ぜて飲んでいたことにヒントを得て作られたといわれている。ただし、現在のリキュールは蒸留酒をベースとしたものが一般的であり、ワインをベースとしたものはリキュールとは呼ばないので、この薬酒を「リキュール」の起源とすることはできない。
現在のリキュールの原型、すなわち蒸留酒をベースとしたリキュールの原型が造られ始めたのは、11世紀から13世紀にかけてである。11世紀に、当時の錬金術師たちによって、「生命の水」（アクアヴィテ / Aquavitae）と呼ばれる蒸留酒が造られた。アクアヴィテには薬酒としての効能があると伝えられ、重宝されたことから、薬酒・錬金術の薬液「エリクサー」としてのリキュールの開発が始まった。
13世紀に、ローマ教皇の医師だったスペイン人アルナルドゥス・デ・ビラ・ノバとラモン・リュイは「スピリッツに薬草の成分を溶かし込めば、さらに薬酒としての効能が高まる」と考え、レモンやバラ、オレンジフラワーなどの成分をスピリッツに抽出したリキュールを作ったりした。この薬酒は、ラテン語で「溶け込ませる」「液体」という意味を持つ「リケファケレ (Liquefacere)」と命名された。
このように、初期のリキュールには薬酒（コーディアルとも呼ばれる）としての性格が強かったので、以後これらのリキュールの製法は修道院に伝えられていった。14世紀に入り、黒死病がヨーロッパで猛威をふるった際に「リキュールは病の苦しみを和らげる」と信じられたことも、修道院がリキュールを扱うようになった背景である。彼らは、付近から薬草や香草を収集、独自リキュールの調製に励んだ。これは現代においても、ヨーロッパで薬草を副材料としたリキュールの開発が盛んである背景となっている。
現在のように、リキュールが嗜好品として扱われるようになったのは15世紀になってからのことである。北イタリアの医師ミケーネ・サボナローラが、「ロソーリオ」というリキュールを開発した。ミケーネは患者に薬としてスピリッツやリキュールを奨めていたが、嫌がり飲まない患者がいた。そこで、ミケーネはスピリッツにバラの香りをつけて患者や人々に振る舞った。そうして作られたロソーリオは、次第にイタリア全土に広まっていった。
イタリア全土に広まったリキュールは、16世紀、フィレンツェの名家メディチ家の娘カトリーヌ・ド・メディチがアンリ2世に嫁入りし、その際に同行したシェフが、「ポプロ」という酒を紹介し、フランス宮廷内で人気を博した。これはルイ14世の17世紀にかけて、「液体の宝石」と呼ばれるほどに色合いの美しいリキュールが開発されていくきっかけの一つともなった。
また、時を同じくして大航海時代となると、従来の薬草を中心とした副材料に加え、新大陸あるいはアジアから持ち込まれた香辛料がリキュールの開発をさらに加速させていく。甘味、風味を増したリキュールは多様化し、誕生していった。最古のリキュール・メーカーであるボルス社は、この時代の1575年にオランダで誕生した。
近代になると、技術の革新や食生活の富裕化、あるいは医療技術の進歩によって、リキュールは薬としての役割を失っていった。そして、風味や色を重視したものが作られるようになった。19世紀後半、連続式蒸留機の開発・普及によって高濃度のアルコールが生成できるようになると、それをベースとしたリキュールが次々と開発されていった。こうした技術の革新や向上は現在においても行われており、これまで困難とされてきたクリームなどの動物性原料を使用したものなど、新しいタイプのリキュールが開発されている。

### 日本のリキュールの歴史
日本にリキュールが伝わった時期については諸説ある。
平安時代説
平安時代に中国から伝わった屠蘇を起源とするという説。
16世紀説
豊臣秀吉の時代に、宣教師が「利休酒」というリキュールを持ち込んだとする説。「宣教師らが葡萄酒や利休酒を用いて改宗させようとしている」という記述があり、これが日本のリキュールの原初だとする。
江戸時代説
江戸時代、オランダやイギリスの宣教師が、将軍への献上品として持ち込んだものがリキュールの原初だとする説。
文献に残っている、リキュールにまつわる出来事としては、1852年の黒船（アメリカ艦隊）来航の際に、マシュー・ペリーが奉行たちにリキュール（マラスキーノとされている）を振る舞ったことがある。また、1871年には、薬酒商の滝口倉吉が、日本オリジナルのリキュール（焼酎に砂糖、フェンネルを加えたもの）を作った。翌年には横浜のコードリエ商会がリキュールの輸入を始め、これによって輸入物リキュールも広まっていくことになった。
日本産リキュールの代表格としては、ミドリがある。現在ではミドリをはじめ、グリーンティー・リキュールやサクラ・リキュールなど、日本独自のリキュールが多く開発されている。小規模生産の「クラフトリキュール」も各地で製造されるようになっている。

### 語源
「リキュール」という言葉の語源としては、「アルノード・ヴィルヌーヴとラモン・ルルが作成した「リケファケレ （liquefacere）」が変化したもの」とする説と、「ラテン語で「液体」を意味する「リクオル （liquor）」が古代フランス語の「リキュール （licur）」となり、現在のつづり（liqueur）となった」とする説とがある。また、ドイツやイタリアなど各国の言語においても、発音の揺れはあるものの、「リケファケレ」「リクオル」を語源とし、これが訛ったものであると考えられている。

## 定義
リキュールの定義は、各国あるいは地域によって異なる。以下にその違いを詳述する。

### 日本
酒税法で「リキュール」として定義されている。その定義は「酒類と糖類その他の物品（酒類を含む）を原料とした酒類でエキス分が2%以上のもの（ただし清酒、合成焼酎、焼酎、みりん、ビール、果実酒類、ウイスキー類、発泡酒、粉末酒を除く。）」というもので、一般的なリキュールだけでなく、近年日本の各メーカーが開発したチューハイやサワー、さらには発泡酒に別の蒸留酒を加えたいわゆる第三のビールの一部（その他の醸造酒(発泡性)(1)に分類されているものと区別するため「第四のビール」とも呼ばれる）なども含まれる。その定義が非常に広範であることから、2000年代初頭の日本で発売されているリキュールにはEU諸国の基準を満たすものが7種だけしかないとする文献もある。なお酒税法の分類では、たとえ日本酒の製法で造られていたとしてもアルコール分が22%以上の清酒は「リキュール」となる。

### EU諸国
EU諸国では「糖分が1リットルあたり100グラム以上含まれているアルコール飲料」をリキュールと定義しており、「糖分が1リットルあたり250グラム以上含まれるもの」を「クレーム・ド (crème de)」と呼んでもよい、ということになっている（ただし、クレーム・ド・カシスは1リットルあたりの糖分が400グラム以上でなければならない）。
さらにフランスでは定義が細かく規定されていて、「副材料（果実やハーブなど）をアルコール中に煎じ、浸透させ、もしくはその液体を蒸留させたもの、またはそれぞれを調合した液体であって、砂糖などで甘味が加えられ、アルコール分15%以上のもの」を「リキュール」としている。

### アメリカ合衆国
アメリカ合衆国では「アルコール・ブランデー・ジンやその他スピリッツを用い、副材料（果実やハーブ、生薬や天然のフレーバー）を加えて製造され、砂糖を2.5％以上含むもの」を「リキュール」として定義している。また、アメリカ合衆国内で製造されたものをコーディアル (cordial)、合成したフレーバーを用いたものをアーティフィシャル (artificial) とそれぞれ表記することが求められている。

## 製法

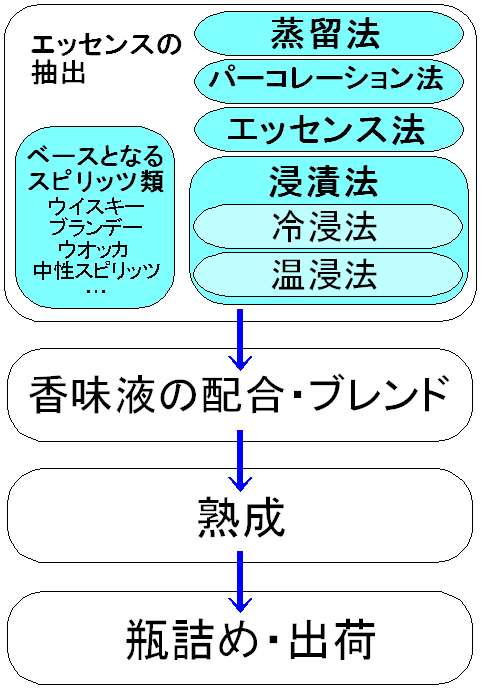
リキュールの製造工程

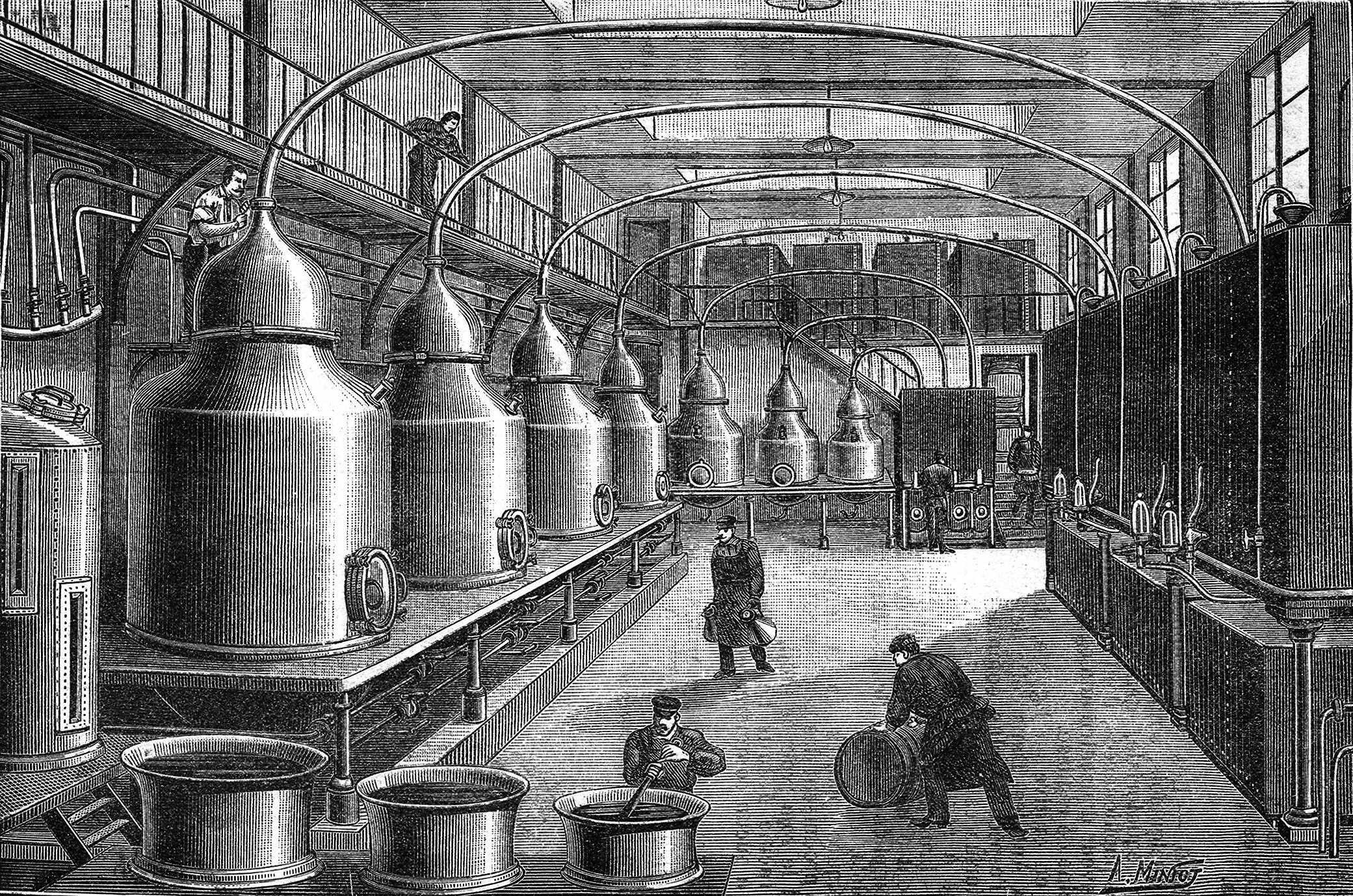
アブサンの蒸留所

リキュールには様々な製法があり、一般には香味原料からの成分の抽出、配合、熟成、仕上げの各段階を経て作られる。
まず、ベースにどのような蒸留酒を使用するかを決定する。このとき、蒸留を繰り返してエタノールを極めて高い濃度にまで濃縮して作られた中性スピリッツやウォッカのような癖の少ない、つまりエタノールと水の混合物に近い蒸留酒を選択することが多い。もちろん、敢えて癖のある蒸留酒を選択し、その癖を活かすという方法を取る場合もあるし、中には2種類以上の蒸留酒を混ぜたものをベースとすることもある。
その次にベースの蒸留酒、または水（温度は様々）に、香味原料からの成分の抽出を行う。このとき、次の4方式が用いられる。蒸留法、浸漬法、エッセンス法、パーコレーション法のいずれか、またはこれらを組み合わせる。
蒸留法
ベースの蒸留酒と香味原料を混合、または水と香味原料を混合し、それを蒸留釜で蒸留して香味成分だけを残す方法。蒸留後、甘味料や着色料を加えることもある。濁りのない澄んだリキュールを造ることができ、高級なリキュールはこの方法で作られることが多い。ただし繊細な芳香を残したい場合や、ベリー類の果実のように加熱によって変質してしまう香味原料を使用する場合には向かないという欠点がある。
浸漬法
浸漬法は、冷浸法と温浸法に分けられる。最も古くからリキュール作りに用いられてきた方法である。蒸留は行わない。
- 冷浸法（または冷浸漬法）とは、ベースの蒸留酒に香味原料をそのまま漬け込んでしまう方法。浸漬期間は任意。日本の家庭で作られる梅酒・カリン酒などの果実酒は、普通この方法を用いる。
- 温浸法（または温浸漬法）とは、湯に香味原料を漬け込んで、湯が冷えたらベースの蒸留酒を加えておく方法。浸漬期間は任意。

いずれの方法でも、甘味料や着色料を加えることもある。
エッセンス法
ベースの蒸留酒に、別途抽出しておいたエッセンスオイルを加えて香りを付ける方法。すなわち香料の添加である。合成香料が用いられることもある。蒸留法や浸漬法など他の方式と併用される場合も多い。なお香料としてだけではなく、味を補うための調味料としてエッセンスオイルを加えることもある。
パーコレーション法
香味原料に、ベースの蒸留酒または水を循環させながら、香りや味を抽出する方法。コーヒーを抽出する際のパーコレータ法と似ている。加熱によって変質してしまう香味原料から成分の抽出を行う際に使用する。
これらの方法ででき上がった原酒をブレンドしたり、そこにさらに香味液を加えたりすることもある。その後、任意の期間熟成してから出荷される。

## 分類
リキュールは、香草・薬草系、果実系、ナッツ・種子系、その他の4種類に分類される。リキュールの元祖となるのは、薬でもあった香草・薬草系のリキュールである。近年では食品の加工技術の向上に伴い、従来の枠にははまらない特殊なタイプのリキュールも多く出現している。

### 香草・薬草系
香草・薬草・スパイスの類を主原料とするリキュール。中世ヨーロッパに薬としての役目を担っていた修道院系のリキュールの大部分はここに属する。
シャルトリューズのようにレシピが非公開であるもの、100以上の原材料を配合しているものもある。果実や種子を主原料としたリキュールでも、アクセントや隠し味として少量の香草類が使われている場合がほとんどである。
どのようなリキュールが分類されるかについては香草・薬草系リキュールのカテゴリを参照されたい。

### 果実系
果実の果肉・果皮・果汁を主原料とするリキュール。製造の歴史は浅いが、近代では製造量や種類は最も多い。
薬よりは嗜好品としての要素が強いリキュールであり、カクテルや製菓に利用される。また風味が穏やかで親しみやすく、ストレートあるいはソーダ割りなどの手軽な方法での飲用に向く種類でもある。

### ナッツ・種子系
果実の種子や豆類を用いたリキュール。コーヒー豆のように焙煎された材料が使われるものもある。重厚な風味と甘味を備えたものが多く、製菓や食後酒に向く。

### その他
技術の発達に伴い製造されるようになった、比較的新しいリキュール。卵やクリーム・ヨーグルトといった、タンパク質や脂肪分を多く含む材料を使ったものが代表的である。2022年現在の日本においては、鰹節や椎茸、柚子胡椒（柚子と唐辛子）を原料としたリキュールも製造されている。